# Maj Andersson
Maj Hildegard Alice Andersson, ogift Jansson, född 24 april 1937 i Klövedals församling, Göteborgs och Bohus län, död 3 oktober 1995 i Tranås, Säby församling, Jönköpings län, var en svensk kristen barnboksförfattare.
Vid 40 års ålder gjorde Maj Andersson författardebut med boken Alla behövs: om daggmaskar, mullvadar, backsvalor och myror och gav ut sammanlagt 18 böcker, tre av dem gavs ut postumt. Flera av böckerna säljs än i dag (2013) på Marcus förlag.
Maj Andersson gifte sig 1957 med Inge Andersson (född 1934). Hon är begravd på Nya griftegården i Tranås.